# 石井忠修
石井 忠修 ／ 石井  源次郎（いしい ただみち／いしい げんじろう）は、戦国時代の武将。肥前国の戦国大名龍造寺氏の重臣。龍造寺隆信の御馬廻衆をつとめ、屈強さから「無双の荒武者」と渾名された。通称の源次郎のほうが知られている。

## 生涯
龍造寺氏の家老石井石見守忠次の嫡男として誕生。武道に優れ、義兄の石井刑部少輔常忠や、馬渡刑部少輔、倉町太郎五郎と共に、龍造寺隆信の御馬廻衆を指揮し、戦陣にあっては、常に隆信の身辺を守護した。「無双の荒武者」（『北肥戦誌』）と渾名され、武勇を知られた。
永禄6年（1565年）6月、龍造寺隆信は、肥前国三根郡中野城主馬場鑑周を攻め、父忠次が指揮する一隊が先鋒を命じられる。日頃は隆信の馬廻の源次郎も、父の隊に合流し、一番槍の武勲を挙げる。真っ先に敵陣に斬り込むが、奮戦及ばず戦死した。享年22。
隆信は源次郎の死を惜しみ、石井の惣領石井蔵人忠清に哀愁の感状を贈った。また、源次郎の甥である石井新五左衛門常永（源次郎の義兄石井刑部少輔常忠の三男）に、源次郎の名跡や祭祀を継承し、菩提供養のため妙玉寺の建立を命じたといわれる。